# Rho Coronae Borealis b
Rho Coronae Borealis b (ρ CrB b / ρ Coronae Borealis b) é um planeta extrassolar a aproximadamente 57 anos-luz da Terra situado na constelação de Corona Borealis.  Foi descoberto na órbita de um gêmeo solar, a anã amarela Rho Coronae Borealis em abril de 1997 (um dos primeiros a serem descobertos).  A distância desse planeta relativa à sua estrela equivale a aproximadamente um quinto da distância entre a Terra e o Sol. Sua órbita é circular e sua revolução ao redor da estrela se completa em 40 dias. A massa de Rho Coronae Borealis b equivale à de Júpiter. No entanto, ainda não se conhece a inclinação de seu plano orbital, então pressupõe-se um valor mínimo.
Em 2000 um grupo de cientistas afirmou, baseando-se em dados astrométricos preliminares do satélite Hipparcos, que a inclinação do planeta seria de 0.5° e sua massa equivalente a até 115 vezes a de Júpiter. Um corpo tão maciço poderia ser nada menos que uma anã vermelha apagada. Porém, isso é estatísticamente muito improvável, e essa reivindicação não foi endossada pela comunidade científica.